# Eucriptite
L'eucriptite è un minerale.